# Дуйсбург (жіночий футбольний клуб)
Не варто плутати з іншим жіночим футбольним клубом «ФКР 2001 Дуйсбург», що існував у 2001—2013 роках.
«Дуйсбург» (нім. MSV Duisburg) — німецький жіночий футбольний клуб з однойменного міста, є жіночою секцією футбольного клубу «Дуйсбург».

## Історія
Жіночий футбольний клуб «Дуйсбург» був утворений як частина клубу «Дуйсбург» 1 січня 2014 року на базі титулованої самостійної жіночої команди «ФКР 2001 Дуйсбург», яка змушена була припинити існування через неплатоспроможність. 
У першому ж повноцінному сезоні 2014/15 команда здобула лише 3 перемоги у Бундеслізі і вилетіла до другого дивізіону. Там у Другій Бундеслізі «Дуйсбург» виступив надзвичайно вдало, здобувши 22 перемоги у 22 матчах і з першого разу повернувся до еліти, де став здебільшого боротись за виживання.